# Pyrenophora tritici-repentis
Pyrenophora tritici-repentis, auch bekannt unter seiner Anamorphe Drechslera tritici-repentis, ist ein Pilz aus der Ordnung der Pleosporales, der die Pflanzenkrankheit DTR-Blattdürre vor allem bei Weizen hervorruft. Die Ertragsminderung der Ernte kann durch Herabsetzung der Photosynthese bis zu 30 Prozent betragen.

## Merkmale
Der Pilz wächst auf verschiedenen Gräsern und Getreide. Als wichtiges Erkennungsmerkmal gilt die konische, schlangenkopfförmige Basalzelle der Konidien. Diese sind gerade oder leicht gebogen, zylindrisch und apikal gerundet. Sie sind strohfarben, besitzen 5–6 Septen und werden 80–250 × 14–20 µm groß.
Die Sporulation erfolgt in einer feuchten Kammer (ähnlich wie bei Drechslera teres, dem Erreger der Netzfleckenkrankheit der Gerste).

## Krankheitsbild
Auf bodennahen Blättern bilden sich rundliche, gleichmäßig hellbraun gefärbte Flecke. Sekundärinfektionen fallen durch dunkelbraune Infektionspunkte von ca. 3 mm Durchmesser auf, umgeben von einem gelben Hof. Diese Blattflecken fließen mit der Zeit zusammen und verursachen so eine von der Spitze ausgehende Blattdürre.

## Befallsfördernde Faktoren
Befallene Ernterückstände auf der Bodenoberfläche, wie sie bei Mulchsaat häufig vorkommen, sowie infiziertes Saatgut sind für den Pilz förderlich. Außerdem können auch Stressfaktoren wie Wassermangel oder gelegentliche Niederschläge die Ausbreitung fördern.